# Wilfried Hornburg
Wilfried Hornburg (* 22. März 1956 in Anklam) ist ein deutscher Museumsleiter.
Wilfried Hornburg wurde an der Ernst-Moritz-Arndt-Universität Greifswald zum Lehrer für Geschichte und Sport ausgebildet. 1989 wurde er an der Pädagogischen Hochschule Güstrow zum Dr. phil. promoviert. Er arbeitete in der Verwaltung der Stadt Anklam, unter anderem als Kulturamtsleiter. Seit 2013 ist er der Leiter des Anklamer Museums im Steintor. Seit 1990 ist er auch Mitglied der Gesellschaft für pommersche Geschichte, Altertumskunde und Kunst, seit 2017 deren Vorsitzender. Hornburg ist Mitglied der Historischen Kommission für Pommern.

## Schriften
- Anklam . Erfurt 2001, ISBN 978-3-89702-332-1
- Pommern in Pomerode. In: Heimatkalender Anklam, Strasburg 2009, S. 123–125
- Die Hansestadt Anklam : 1949–1989. Erfurt 2016, ISBN 978-3-95400-725-7